# 韋斯特波特 (肯塔基州)
韋斯特波特（英語：Westport）是位於美國肯塔基州奧爾德姆縣的一個人口普查指定地區。

## 人口
根據2020年美國人口普查的數據，韋斯特波特的面積為3.87平方千米，當中陸地面積為2.09平方千米，而水域面積為1.78平方千米。當地共有人口253人，而人口密度為每平方千米65.37人。